# Ilha de Cairu
Ilha de Cairu är en ö i Brasilien.   Den ligger i delstaten Bahia, i den östra delen av landet, 1 000 km öster om huvudstaden Brasília.
Trakten runt Ilha de Cairu består huvudsakligen av våtmarker.